# Baumgarten (Schneizlreuth)
Baumgarten ist ein Weiler und ein Gemeindeteil der Gemeinde Schneizlreuth im Landkreis Berchtesgadener Land.

## Geographie
Der etwas verstreut angeordnete Ort liegt an der B 21 zwischen Bad Reichenhall und Unterjettenberg. Da der Abschnitt zwischen Baumgarten und Unterjettenberg im Winter öfter wegen Lawinengefahr gesperrt ist, wurde 2009 ein Lawinen- und Steinschlagschutz errichtet.
Der Röthelbach, vom Lattengebirge kommend, fließt durch Baumgarten und mündet dort in die Saalach.

## Geschichte
Baumgarten wird erstmals im amtlichen Ortsverzeichnis von 1952 als Ortsteil nachgewiesen, mit dem Hinweis Name noch nicht amtlich verliehen, doch der Ortsname „Baumgarten“ war für den zu der bis 1909 eigenständigen Gemeinde Jettenberg gehörenden Weiler schon länger gebräuchlich, wie die historische Karte von 1832 (Urpositionsblatt) zeigt.

## Sehenswürdigkeiten
Bekannt ist Baumgarten für seinen 13 m hohen Hochseilgarten.